# Batalla de Chalonnes

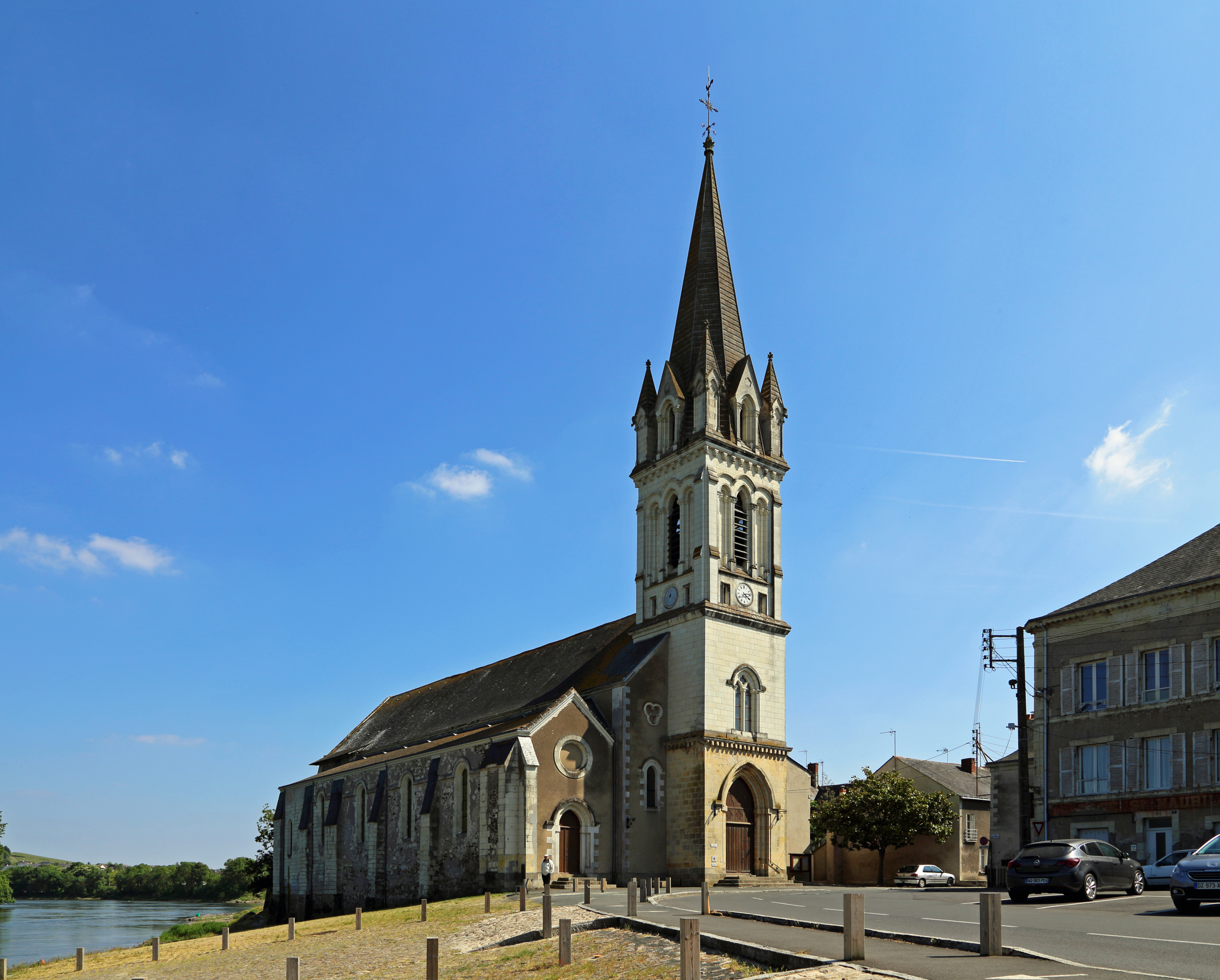
Vella església de Chalonnes

La batalla de Chalonnes va tenir lloc durant la guerra de Vendée. El 18 de març de 1795, els Vendéans van atacar la ciutat de Chalonnes-sur-Loire, però van ser repel·lits per la guarnició republicana.

## Preludi
El 14 de març de 1795, a les cinc del matí, una columna republicana comandada per l'adjudant general Hauteville va entrar al petit poble de Chalonnes-sur-Loire. Els Vendéans van ser expulsats de la ciutat després d'una batalla de tres hores, durant la qual els republicans només van patir cinc ferits. Cremat durant les columnes infernals, Chalonnes estava completament en ruïnes en aquesta època.Poirier de Beauvais 1893, p. 342-347.
El 15 de març, una petita tropa de 600 a 700 Vendéans amb uns quants genets es va denunciar no gaire lluny de Chalonnes, però no es van atrevir a llançar un atac.
El 16 de març, la columna d'Hauteville va deixar una guarnició a Chalonnes i va marxar per atacar Saint-Florent-le-Vieil per La Pommeraye.
El 18 de març, Chalonnes va ser atacada pels Vendéans de la divisió de Chemillé, que es van reunir a Saint-Laurent-de-la-Plaine.

## Forces presents
Segons el representant en missió François Siméon Bézard, la columna que ocupa Chalonnes-sur-Loire és de 500 homes,[nota, 1]. Les forces de la Vendée s'estima en tres columnes de 600 a 800 homes cadascuna, amb 120 genets.
Segons l'oficial reialista Bertrand Poirier de Beauvais, cap de l'artilleria de l'exèrcit d'Anjou, Stofflet va romandre sota observació al costat de Coron, de cara a una altra columna, i no va participar en els combats. L'atac va ser liderat per Jean Châlon, cap de la divisió Chemillé.Poirier de Beauvais 1893, p. 342-347. També hi era present Henri Forestier, cap de cavalleria. Poirier de Beauvais no dona cap indicació del nombre de combatents i només indica que són pocs en nombre.

## Procés
Els republicans esperen els Vendéans prop d'un pont, situat a la desembocadura del Layon i el Loira. La lluita va inicialment en avantatge dels vendeans. El batalló de la Unitat va fugir i els revoltats es van apoderar de la ciutat de Chalonnes, amb l'excepció de l'església,Poirier de Beauvais 1893, p. 342-347.Poirier de Beauvais 1893, p. 342-347. on van resistir els granaders de Sarthe i Chartres.
Tanmateix, els Vendéans no van aconseguir treure els taulons que servien de pont sobre el Layon. El general Jean-Baptiste Boussard arriba aleshores com a reforç. Després d'haver reunit un centenar de fugitius, va tornar a agafar el pont, després el poble. Els Vendéans es fan retrocedir i retrocedeixen. La lluita va durar tres hores.

## Pèrdues
A les seves memòries [nota, 2], l'oficial de la Vendée Bertrand Poirier de Beauvais afirma que no menys de 1.500 a 2.000 republicans van ser assassinats durant el combat. L'autor reialista René Bittard des Portes va reduir aquest nombre a 300 morts. En el seu informe al Comitè de Seguretat Pública,[nota 3], el representant en missió François Siméon Bézard va escriure que les pèrdues van ser de 70 homes, morts i ferits. El general Boussard va rebre dues ferides al braç.